# Hannah Woolley
Pour les articles homonymes, voir Woolley et Wolley.
Hannah Woolley, parfois orthographié Wolley (1622 - vers 1675), est une écrivaine anglaise connue pour avoir publié les premiers ouvrages sur la gestion du ménage et probablement la première à gagner sa vie de cette façon.

## Biographie
On ne sait rien du père d’Hannah Woolley. Elle a été élevée par sa mère et ses sœurs ainées, toutes qualifiées en « médecine et chirurgie ».
De 1639 à 1646, Wolley a travaillé comme domestique pour une personne inconnue, sans doute Lady Anne Maynard (?-1647), période au cours de laquelle elle a appris les remèdes thérapeutiques et les recettes.
En 1646, elle a épousé le maitre d’école Jérôme Woolley dont elle a eu au moins quatre fils et deux filles. Elle a décrit son mariage comme heureux. Elle a dirigé avec son mari à Newport, dans le comté d'Essex, très près de la maison de la famille Maynard à Little Easton une grammar school où elle a mis en pratique ses compétences « médicales ».
Quelques années plus tard, les Woolley ont ouvert une école à Hackney, à Londres. Devenue veuve en 1661, Hannah a commencé, à partir de cette année-là, à publier des ouvrages sur la gestion du ménage traitant de sujets tels que des recettes de cuisine, des notes sur la gestion domestique, des instructions de broderie, l’étiquette de la rédaction de lettres, conseils pharmaceutiques et la fabrication du parfum qui se sont avérés très populaires.
En 1661 parut à compte d’auteur son premier ouvrage The Ladies Directory (L'Annuaire des dames), bientôt réédité en 1664. Son deuxième ouvrage The Cooks Guide (Le Manuel de la cuisinière) a été imprimé à compte d’éditeur et dédié à la fille de Maynard, Lady Anne Wroth (1632-1677) et à sa propre fille Mary.
En dépit de son statut d’amateur et de l’environnement peu accueillant pour les femmes médecins à l’époque, Wolley acquit une réputation de médecin à succès, utilisant ses ouvrages pour se faire de la publicité sur ses compétences et inviter ses lecteurs à la consulter en personne.
En 1666, Wolley épousa en secondes noces Francis Challiner, un veuf deux ans plus âgé qu’elle, à l’église Sainte-Marguerite de Westminster, mais qui mourut avant février 1669. La date exacte de la mort de Wolley est restée, quant à elle, inconnue. On suppose qu’elle n’était plus en vie à la parution de The Ladies Accomplish’d Delight (Le Ravissement complet des femmes) plagiant The Gentlewoman’s Companion (Le Compagnon de la gente dame), car elle a réagi, en 1675, à un autre plagiat du même genre.
Au moins deux traductions en allemand de The Queen-Like Closet (Comme la toilette de la reine), dont le titre fait référence à The Queens Closet Opened (La Toilette de la reine dévoilée) écrit en 1655 par un « WM » au sujet duquel on ne sait pas grand-chose, ont paru sous le titre de Frauenzimmers Zeitvertreib (Passe-temps dans les chambres de femmes). Un ouvrage non autorisé basé sur les siens a paru en 1673 sous le titre de The Gentlewoman's Companion,. Des ouvrages non autorisés du même genre ont suivi : The Accomplished Ladies Delight en 1675 et The Compleat Servant-Maid (La Domestique-servante accomplie) en 1685. Comme ses propres œuvres, ces imitations ont fait l’objet de fréquentes rééditions.

## Publications
- The Ladies Directory, 1661 ;
- The Cooks Guide, 1664 ;
- The Queen-Like Closet, 1670 ;
- The Ladies Delight, 1672 ;
- A Supplement to the "Queen-Like Closet", or, A Little of Every Thing, 1674.

### Sources
- « Hannah Woolley b. 1623, England; d. circa 1675, England », Brooklyn Museum, 20 mars 2007 (consulté le 22 septembre 2009), Dinner Party Database of notable women.
- Katherine Ellison, « Introduction to The Gentlewomans Companion », sur Emory Women Writers Resource Project, Emory University, 2005 (consulté le 22 septembre 2009).
- Elaine Hobby, Virtue of Necessity : English Women's Writing, 1646-1688, Londres, Virago Press, 1988, 269 p. (ISBN 978-0-86068-831-0).
- John Considine, Wolley, Hannah (b. 1622?, d. in or after 1674), Oxford Dictionary of National Biography, Oxford University Press, 2004 consulté de 23 septembre 2009.
- Kate Chedgzoy, Melanie Osborne et Suzanne Trill, eds. « Lay By Your Needles Ladies, Take the Pen » : Writing Women in England, 1500-1700. Londres et New York, Arnold, 1997, 299 p.,  (ISBN 9780340691489).
- Moira Ferguson, éd. First Feminists : British Women Writers, 1578-1799, Bloomington, Indiana University Press, 1985, 461 p.,  (ISBN 9780253281203), (OCLC 230823344).
- Kristen Poole, « "The fittest closet for all goodness" : authorial strategies of Jacobean mothers manuals’ », Studies in English Literature, 1500-1900 ; vol. 35, 1995,  (ISSN 0039-3657), p. 69-88.